# Paolo Cottignola
Paolo Cottignola (* 16. November 1960 in Ravenna, Italien) ist ein italienischer Filmeditor.

## Leben
Cottignola war 1983 beim Horrorfilm Zeder – Denn Tote kehren wieder Tonassistent, ehe er sich ab 1988 als Filmeditor im italienischen Raum etablierte. Er war für den Schnitt vieler Filme der Regisseure Ermanno Olmi und Carlo Mazzacurati verantwortlich. Bei Olmi waren es die Spielfilme Die Bibel – Genesis (1994) und Der Medici-Krieger (2001), bei Mazzacurati Davids Sommer (1998).

## Filmografie (Auswahl)
- 1988: Die Legende vom heiligen Trinker (La leggenda del santo bevitore)
- 1992: Kalkstein (La valle di pietra)
- 1994: Die Bibel – Genesis (Genesi – La Creazione e il diluvio)
- 1998: L’estate di Davide
- 2001: Der Medici-Krieger (Il mestiere delle armi)
- 2007: Hundert Nägel (Centochiodi)
- 2010: 6 x Venedig (Sei Venezia)
- 2010: Goodbye Mr. Zeus!
- 2014: Torneranno i prati
- 2020: Volevo nascondermi
- 2022: Die Legende vom Tigernest (The Tiger’s Nest)
- 2023: Lubo
- 2025: The Last One for the Road (Le città di pianura)

## Auszeichnungen
Cottignola erhielt 2002 für seine Arbeit an Der Medici-Krieger einen David di Donatello Award.